# Bill Mistura
Bill B. Mistura (* 1962) ist ein Schweizer Sportfunktionär. Er war zwischen Juli 2013 und Dezember 2017 Geschäftsführer des HC Davos.

## Laufbahn
Mistura wuchs in Steinach auf. Er ist gelernter Chemie-Laborant, Chemiker und Verkaufs-/Wirtschaftsingenieur. Mistura arbeitete für einen Automobilzulieferer und war zuletzt der Leiter der Marketing- und Verkaufsabteilung sowie Mitglied der Geschäftsführung.
Ab 1998 war Mistura ehrenamtliches Mitglied der Geschäftsleitung beim FC St. Gallen, später war er einer der Mitbegründer der FC St. Gallen AG sowie Vizepräsident des Verwaltungsrates. 2008 übernahm er den Posten des hauptamtlichen Geschäftsführers bei der Betreibergesellschaft des Klubs. Ende Dezember 2012 schied er auf eigenen Wunsch aus dem Amt.
Zum 1. Juli 2013 übernahm er das Amt des Geschäftsführers beim Eishockeyklub HC Davos und hatte diese Position bis Ende des Jahres 2017 inne. Er übernahm im Kanton Zug die Geschäftsführung eines Immobilienunternehmens und wurde ebenfalls im Baugewerbe tätig. Für die SVP zog er ins Parlament der Stadt Arbon ein.